# St. Anna (Bachem)

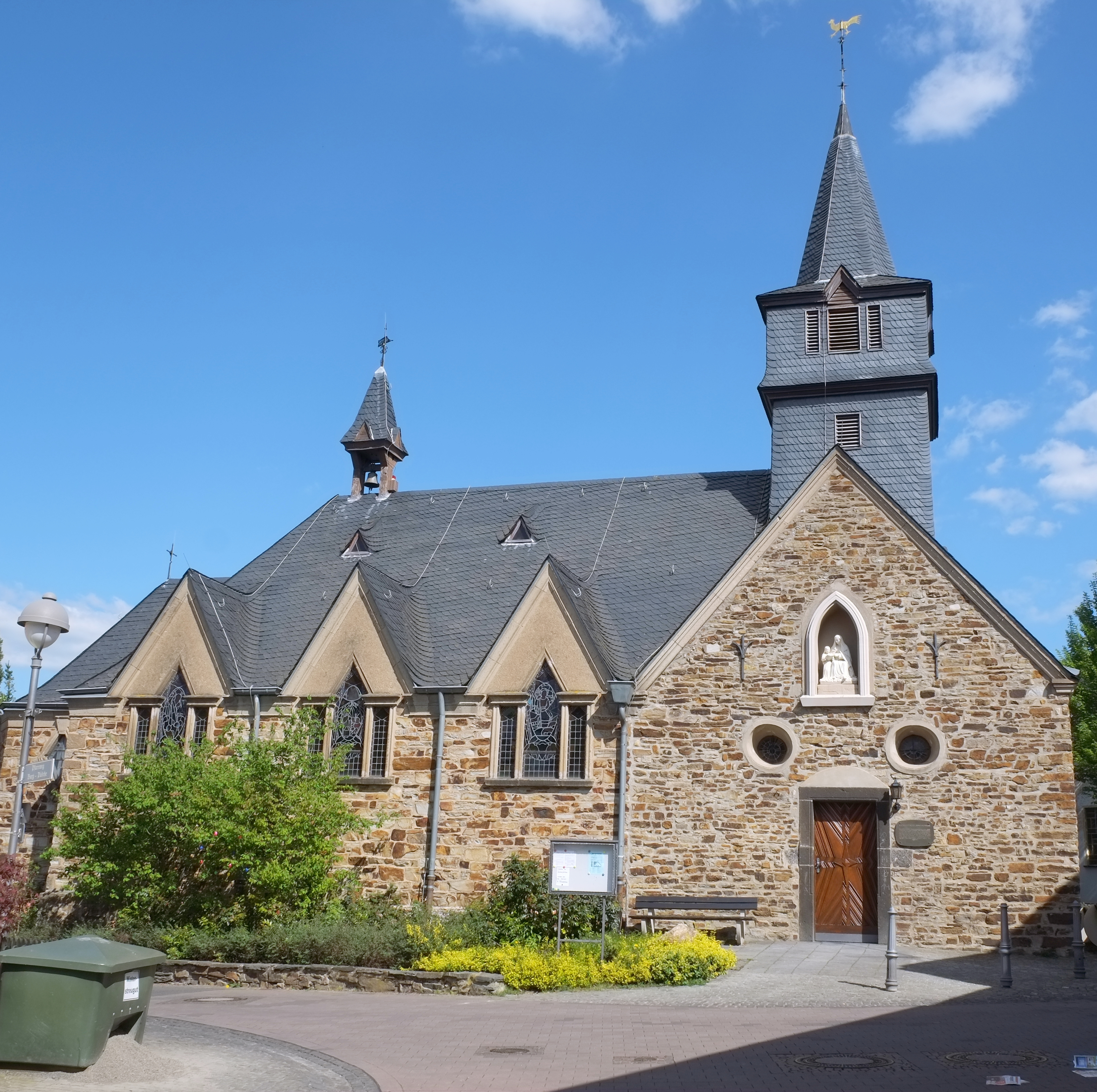
Kapelle St. Anna

Die römisch-katholische Kapelle St. Anna ist ein Sakralgebäude mit Bauelementen romanischen Ursprungs im Stadtteil und Ortsbezirk Bachem der Stadt Bad Neuenahr-Ahrweiler im Landkreis Ahrweiler in Rheinland-Pfalz. Sie gehört zur katholischen Pfarrgemeinde St. Pius in Bad Neuenahr-Ahrweiler.

## Geschichte
Der Vorraum der Kapelle stammt aus der ersten Hälfte des 13. Jahrhunderts und ist im Kern romanisch. Dank einer Stiftung der Eheleute Metzhentzen erfolgte im Jahre 1464 an derselben Stelle der Ausbau zur Kapelle. Nachdem sich im Laufe der Jahrhunderte ihr bauliches Erscheinungsbild mehrmals geändert hatte, wurde sie 1753 wiederhergestellt.
In den Jahren 1924 bis 1925 wurde die Kapelle nach Osten hin erweitert und erhielt ein sternförmiges Gewölbe in neugotischem Stil. Die Weihe fand 1925 unmittelbar nach Fertigstellung des Erweiterungsbaus statt.
Während umfangreicher Sanierungsmaßnahmen von 2013 bis 2014 unter Mithilfe vieler Bachemer Bürgerinnen und Bürger wurden unter anderem eine Ehrentafel für die Gefallenen des Ersten Weltkriegs sowie alte Messbücher aus dem Jahr 1720 gefunden.
Das Innere der Kapelle schmücken Figuren aus dem 15. und 16. Jahrhundert.

## Denkmalschutz
Die Kapelle St. Anna ist in der Liste der Kulturdenkmäler in Bad Neuenahr-Ahrweiler verzeichnet.